# Åmåls Weckoblad (1856)
Åmåls Weckoblad var en dagstidning som kom ut från den 3 januari 1856 till den 8 augusti 1868?. Enligt KB Nya Lundstedt slutar tidningen att ges ut 28 december 1867. Titeltillägget var Tidning för Dal och västra Värmland med moderniserad stavning. Den 5 januari 1857 fick tidningen titeln Nya Åmåls Weckoblad till 25 juli 1865. Från juli 1865 till 8 augusti 1868 hette tidningen  Åmåls nyare Weckoblad.

## Redaktion
Utgivningsbevis för Åmåls Weckoblad utfärdades för bokhandlaren Pehr Adolph Petersson 15 december 1855, för Nya Åmåls Weckoblad för boktryckarkonstförvandten C. A. Hellborg den 10 december 1856 och för Åmåls nyare Veckoblad för musikdirektören Jan Hedén den 10 juli 1865.

## Tryckning
Tryckningen skedde hos P. A. Petersson 1856 sedan hos C. A. Hellborg 1857 till 25 juli 1865 och slutligen hos  J. Hedén 1865-68. Tidningen trycktes med frakturstil och antikva. Tidningen kom ut 1 gång i veckan tisdagar först sedan 1856-1866 varierande dagar och slutligen lördag 1867-1868.Tidningen hade 4 sidor med tre spalter i relativt små format 30,5 x 19,3 cm och 42 x 22 cm. Priset för en prenumeration 4 riksdaler riksmynt 1856 och 1867-1868 samt 4 riksdaler 50 öre 1857-1866.